# Jozef Coppens (hoogleraar)
Jozef Constant Lieven Coppens (Dendermonde, 12 oktober 1896 - Korbeek-Lo, 23 mei 1981) was een Belgisch hoogleraar en rooms-katholiek priester.

## Levensloop
Coppens volbracht de oude humaniora aan het Heilige Maagdcollege in Dendermonde en eindigde als primus perpetuus in de retorica 1914.
Hij trad binnen in het seminarie van het bisdom Gent en werd in 1920 tot priester gewijd. In 1923 promoveerde hij tot doctor in de godgeleerdheid aan de Katholieke Universiteit Leuven.
In 1923-1924 was hij tijdelijk aalmoezenier bij zusters benedictinessen en in 1924-1925 was hij subregent in het Leuvense Heilige Geestcollege. Deze sinecuren lieten hem toe verder te studeren en in juli 1925 te promoveren tot magister in de godgeleerdheid.
In 1925 was hij onderpastoor in Sint-Niklaas en in 1926 leraar wijsbegeerte aan het Kleinseminarie in deze stad.
Van 1927 tot 1967 was hij hoogleraar in Oud Testament en godsdienstgeschiedenis aan de KU Leuven. Hij werd ook president van het Pauscollege (1930-1967). In deze hoedanigheid werd hij vaak "Baas Coppens" genoemd.
Hij publiceerde veel over zijn vakgebied. Hierbij hield hij onder meer de nagedachtenis aan zijn leermeesters Albin Van Hoonacker en Paulin Ladeuze in hoge eer.
Hij fundeerde een 'Mgr. Jozef Coppensprijs' bij de Koninklijke Academie voor de bekroning van een belangrijk oorspronkelijk werk op het gebied van de geschiedenis van de Leuvense universiteit, de geschiedenis van de Bijbelse exegese of oudtestamentische studies. Aan de vijfjaarlijkse prijs is een bedrag van € 1.250 verbonden.

## Eerbetoon
- In 1933 werd Coppens benoemd tot ere-kanunnik van het Sint-Baafskapittel in Gent.
- Hij werd in 1939 lid van de Koninklijke Vlaamse Academie van België voor Wetenschappen en Kunsten.
- In 1958 werd hij huisprelaat van de paus.

## Publicaties
- Eloge académique de monsieur le professeur Edouard Tobac, professeur à la faculté de Théologie de l'Université de Louvain, prononcé aux Halles Universitaires le 30 juin 1930, Leuven, Meulemans, 1930.
- Quelques publications récentes sur les Livres de l'Ancien Testament, Brugge, Beyaert & Leuven, Pauscollege, 1934.
- Le chanoine Albin Van Hoonacker. Son enseignement, son oeuvre et sa méthode exégétique, Desclée De Brouwer, Parijs & Duculot Gembloux, 1935.
- Histoire Sainte, d'après le cours des Soeurs de Vorselaar, Brugge, Desclée de Brouwer, 1935.
- En marge de l'Histoire sainte. Introduction à l'étude des Livres de l'Ancien Testament, 2e herziene uitgave, Brugge, Leuven, 1936.
- Pour Mieux Comprendre Et Mieux Enseigner L'Histoire Sainte de L'Ancien Testament, Parijs, Desclee, 1936.
- L'histoire critique de l'Ancien Testament. Ses origines, ses orientations nouvelles. Ses perspectives d'avenir, Doornik/Parijs, 1938.
- Paulin Ladeuze, orientalist en exegeet 1870-1940, Een bijdrage tot de geschiedenis van de bijbelwetenschap in het begin van de XXe eeuw, Brussel, Paleis der Academiën, 1941.
- Histoire critique des Livres de l'Ancien Testament. 3e édition revue et augmentée, Brugge, Desclée, De Brouwer, 1942.
- The Old Testament and the Critics, Paterson NJ, St. Anthony Guild Press, 1942.
- Notata de traditione divina. Een onuitgegeven Leuvensch handschrift als bijdrage tot de geschiedenis van de Leuvensche theologische faculteit, Brussel, Paleis der Academiën, 1945.
- La carrière et l'oeuvre scientifique de Mr. le professeur Albert De Meyer - Professor Albert De Meyer een karakterbeeld, Leuven, 1946.
- La connaissance du Bien et du Mal et le Péché du Paradis. Contribution à l'interpretation de Gen., II-III, Gembloux, 1948.
- A. Van Hoonacker, De Compositione litteraria et de origine mosaica Hexateuchi disquisito historica-critica. Een historisch kritisch onderzoek van Prof. Van Hoonacker naar het ontstaan van de Hexateuch op grond van verspreide nagelaten aantekeningen, met samenstelling en inleiding door J. Coppens, Brussel, Paleis der Academiën, 1949 & 1951.
- Les douze petits prophètes - Bréviaire du prophétisme, Brugge/Parijs, Desclée de Brouwer, 1950.
- Vom Christlichen Verstandnis Des Alten Testaments - Les Harmonies Des Deux Testaments - Supplement Bibliographique Leuven, 1952.
- In Memoriam Kanunnik Albert De Meyer 1887-1952, Brussel, Paleis der Academiën, 1952.
- Het onsterfelijkheidsgeloof in het psalmboek, Brussel, Paleis der Academiën, 1957.
- (samen met A. DESCAMPS & É. MASSAUX) (eds.), Sacra Pagina. Miscellanea Biblica congressus internationalis catholici de re Biblica, 2 volumes, Duculot, Gembloux, Librairie Lecoffre, Parijs, 1959.
- (samen met Luc Dequeker) Le Fils de l'homme et les Saints du Très Haut en Daniel, VII, dans les Apocryphes et dans le Nouveau Testament, Gembloux, Duculot, 1961.
- Erasmus' laatste bijdragen tot de hereniging der Christenen, Brussel, Paleis der Academien, 1962.
- (als ed.) Aux origines de l'église, Brugge, Desclée de Brouwer, 1965.
- Le messianisme royal, Parijs, Le Cerf, 1968.
- (als ed.) Scrinium Erasmianum. Historische opstellen gepubliceerd onder de auspiciën van de Universiteit Leuven naar aanleiding van het vijfde eeuwfeest van Erasmus' geboorte, Brill, Leiden, 1969. 2 vols.
- (als ed.) Sacerdoce et célibat - Etudes historiques et théologiques, Duculot, Gembloux & Peeters, Leuven, 1971.
- Eustachius van Zichem. En zijn strijdschrift tegen Erasmus, Amsterdam, Noord-Hollandsche Uitg. Mij., 1974.
- Le messianisme et sa relève prophétique. Les anticipations vétérotestamentaires, leur accomplissement en Jésus, Gembloux, Duculot, 1974 & 1989 (herzien).
- Eustachius de Zichinis Erasmi Roterodami canonis quinti interpretatio. Le dernier écrit louvainiste anti-érasmien édité introduit et annoté, Koninklijke Vlaamse Academie van België voor Wetenschappen en Kunsten, Brussel, 1975.
- De oud- en intertestamentische verwachting van een eschatologische heilsmiddelaar. Haar realisatie in het wordende Christendom, Brussel, Paleis der Academiën, 1975.
- (als ed.) La notion biblique de Dieu. Le Dieu de la Bible et le Dieu des philosophes, Rapports des Journées bibliques de 1974), Leuven, University Press & Gembloux, Duculot, 1976.
- De mensenzoon-logia in het Markus-evangelie, Brussel, Paleis der Academiën, 1979.
- La relève apocalyptique du messianisme royal, T. I. La Royauté, le Règne, le Royaume de Dieu, cadre de la Relève apocalyptique, Leuven, University Press, 1979.
- La relève apocalyptique du messianisme royal. T. II. Le fils de l'homme vétéro- et intertestamentaire, Leuven University Press / Peeters, 1983.

## Huldeboeken
- G. THILS, E. BROWN, I. DE LA POTTERIE, H. CAZELLES (ed), Hommage à Mgr J. Coppens, Duculot, Gembloux & Lethielleux Parijs, 1967-1969, 3 volumes.
  - De Mari à Qumrân. L'Ancien Testament. Son milieu. Ses Écrits. Ses relectures juives.
  - De Jésus aux Évangiles. Tradition et Rédaction dans les Évangiles synoptiques.
  - Exégèse et Théologie. Les Saintes Écritures et leur interprétation théologique.
- L.-J. SUENENS, A. CHARUE, L. VAN PETEGHEM, H. CAZELLES, A. DESCAMPS & G. RYCKMANS, La Carrière et l'oeuvre scientifique d'un maître louvaniste. Hommage à J. COPPENS, 1927-1967, Gembloux, Duculot & Desclée de Brouwer, Brussel/Parijs, 1969.
- Joël DELOBEL (ed.), Logia. Les paroles de Jésus. The sayings of Jesus. Mémorial Joseph Coppens, (Bibliotheca Ephemeridum Theologicarum Lovaniensium LIX), Leuven, 1982.